# Lichenodiplisiella makarevichiae
Lichenodiplisiella makarevichiae är en svampart som beskrevs av S.Y. Kondr. & Kudratov 2002. Lichenodiplisiella makarevichiae ingår i släktet Lichenodiplisiella, divisionen sporsäcksvampar och riket svampar.   Inga underarter finns listade i Catalogue of Life.